# Clorènquima

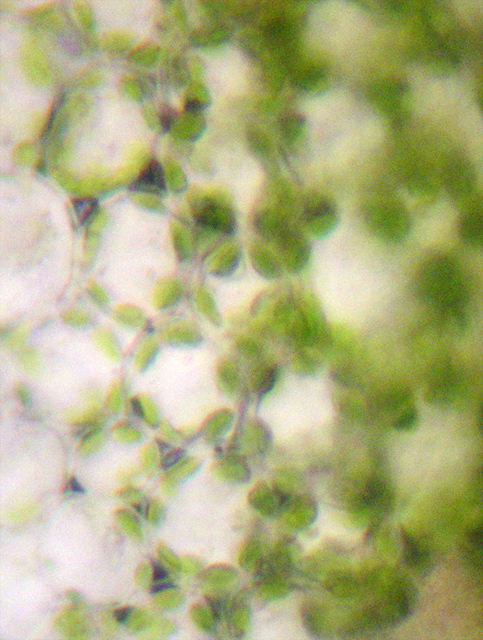
Cèl·lules de clorènquima en palissada.

El clorènquima (Chlorenchyma) en botànica i histologia vegetal de tipus parenquimàtic característic de la fullas de les plantes superiors. És el teixit fotosintètic, amb funció clorofílica, que es troba principalment al mesofil·le (part del mig de la fulla) format per cèl·lules amb cloroplasts; pot tenir diversos arranjaments. El mesofil·le està diferenciat entre clorènquima en palissada i clorènquima esponjós
A més de en el mesofil·le també es troba en les tiges joves i en general en totes les parts verdes de la planta.

## Estructura
Una fulla típica està composta de tres parts: Les nervacions que formen el marc o esquelet de la fulla, el clorènquima o col·lecció de cèl·lules verdes que formen la major part de la fulla i l'epidermis que forma una capa protectora per les nerviacions i el clorènquima. El clorènquima és compost de cèl·lules amb parets transparents amb granes de clorofil·la de color verd brillant. Al clorènquima també hi ha protoplasma i saba la qual normalment està dins les cèl·lules sota una pressió considerable.
Normalment les cèl·lules del clorènquima tenen parets primes i deixen entre elles abundosos espais intercel·lulars que constitueixen un extens sistema d'airejament que facilita l'intercanvi de gaos necessari per permetre l'assimilació del diòxid de carboni i la circulació de l'oxigen. Les seves cèl·lules tenen un nombre variable de cloroplasts i presenten des d'un a nombrosos vaquols.
El clorènquima pot ser de dos tipus. El clorènquima en palissada està format per cèl·lules cilíndriques i allargades amb el que s'aconsegueix més superfície i menor volum, tenen molts cloroplasts i presenten espais intercel·lulars petits. El segon tipus és el clorènquima llacunar o clorènquima esponjós que està format per cèl·lules curtes, arrodonides o lobulades, amb menor quantitat de cloroplasts i que delimiten grans espais intercel·lulars anomenats llacunes, per on circula l'aire necessari per l'intercanvi de gasos i la respiració.
L'estructura del mesofil·le de les fulles, vist en secció transversal, es fa servir per identificar les vies fotosintètiques (Via de 3 carbonis, C4 i metabolisme àcid de les crassulàcies)